# جی دوین فارمر
 جی دوین فارمر (انگلیسی: J. Doyne Farmer؛ زاده ۲۲ ژوئن ۱۹۵۲) یک دانشمند در زمینه سیستم‌های پیچیده و اهل ایالات متحده آمریکا است.